# Jimmy Cornell
Jimmy Cornell nacido como Dragoș Corneliu Cișmașu (Rumanía, 1940), es un navegante británico de origen rumano, autor del libro, gran éxito de ventas, World Cruising Routes y fundador del World Cruising Club.

## Biografía
Jimmy Cornell nació en Rumanía en 1940, pasando su infancia en Brașov. Después de estudiar Economía en la Universidad de Bucarest en 1969 emigró a Londres, Inglaterra donde vive con su esposa Gwenda de nacionalidad británica. Empezó a navegar como hobby mientras trabajaba como reportero para el Servicio Mundial de la BBC.
En 1975, Cornell levando anclas en la costa de Inglaterra, empezó un viaje alrededor del mundo, con Gwenda y sus dos hijos —Doina, de 7 años, e Iván, de 5—, que terminó al cabo de 6 años, después de llevarlos a 70 países a lo largo de 68 000 millas náuticas. Cornell fue enviando informes de radio regulares al Servicio Mundial de la BBC durante todo el viaje, que se convertiría en la primera de las tres circunnavegaciones que Cornell ha completado con un total de más de 200 000 millas.
En 1986, Cornell organizó el Atlantic Rally for Cruisers (ARC), en el que los veleros de crucero que desean completar una travesía transatlántica navegan juntos en un convoy. Tras el éxito del primer ARC, Cornell fundó el World Cruising Club .
Después de organizar varios viajes exitosos alrededor del mundo  Cornell se retiró de la organización de eventos en 1998. A finales de 2012 lanzó un nuevo evento mundial, la Blue Planet Odyssey, cuyo objetivo es crear conciencia sobre el cambio climático visitando las partes del mundo más amenazadas por el cambio climático en Tuvalu, Pacífico sur y en el Paso del Noroeste. En 2013 Cornell lanzó dos eventos más para los navegantes de crucero, la Atlantic Odyssey y la European Odyssey.

## World Cruising Routes
Uno de los éxitos más importantes de Cornell es el libro World Cruising Routes, escrito con la intención de ayudar a otros navegantes de larga distancia en viajes alrededor del mundo, fue publicado por primera vez en 1987 por Adlard Coles Nautical (en:), habiéndose vendido más de 150 000 copias, a lo largo de sus siete ediciones y numerosas reimpresiones.
World Cruising Routes se ha asentado como la biblia de facto para cruceros de larga distancia durante más de 25 años. Es un libro pensado para planificar un crucero en cualquier parte del mundo, con una guía de planificación para casi 1000 rutas de navegación por todos los océanos del mundo, desde las heladas latitudes del Ártico y el Antártico hasta los sureños mares tropicales, con más de 6000 puntos de referencia para ayudar a los navegantes a planificar rutas individuales, evaluando los efectos del calentamiento global en las rutas de crucero. Estando orientado a las necesidades específicas de los navegantes de crucero, contiene información sobre los vientos, las corrientes, el clima regional y estacional, así como sugerencias sobre los horarios óptimos para las rutas individuales, aunque debe usarse junto con las directivas regionales de navegación, según la revista Cruising World, que lo define como: «El libro más importante para navegantes de largas distancia en décadas», en realidad, desde el libro del Almirantazgo Británico de 1895: Ocean Passages for the World.

## Obras
Animado por el gran éxito del libro World Cruising Routes (1.ª edición, 1987), Cornell ha seguido escribiendo una serie de libros del tipo «guía para navegantes».
- World Cruising Handbook (3rd edition), 2001, Adlard Coles Nautical, ISBN 978-0713658279
- A Passion for the Sea, 2009, Adlard Coles Nautical, ISBN 978-1408122686
- World Cruising Destinations, 2010, Adlard Coles Nautical, ISBN 978-1408114018
- Cornell’s Ocean Atlas, 2011, Cornell Sailing Ltd (with Ivan Cornell), ISBN 978-0955639654
- World Voyage Planner, 2012, Adlard Coles Nautical, ISBN 978-0955639654
- World Cruising Routes (7th edition), 2014, Adlard Coles Nautical, ISBN 978-1408158883[6]